# جرائم الحرب الروسية

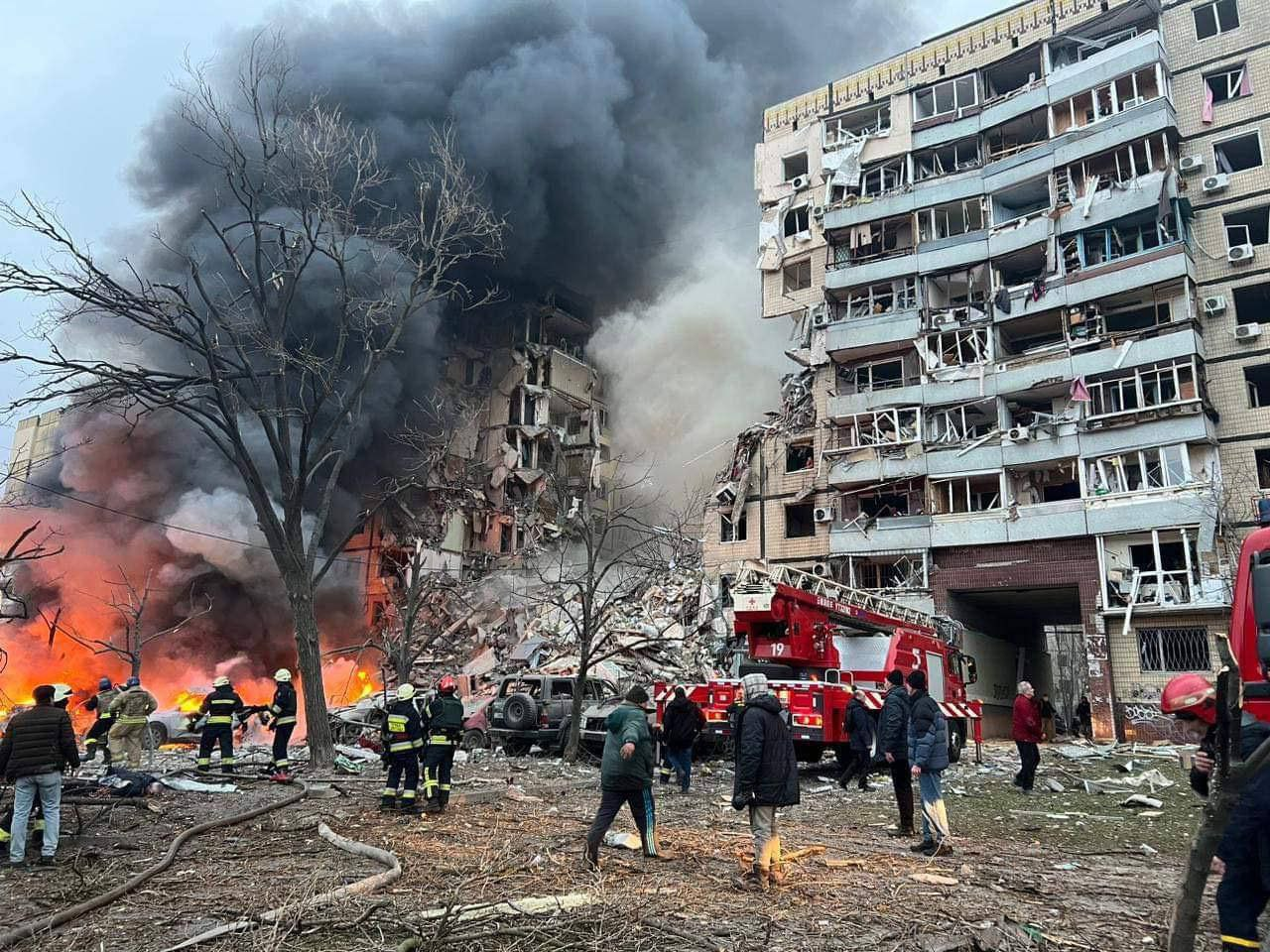
مبنى سكني في دنيبرو، أوكرانيا بعد هجوم صاروخي روسي في 14 يناير 2023.

تُعرف جرائم الحرب الروسية بأنها انتهاكاتٌ للقانون الجنائي الدولي بما في ذلك جرائم الحرب وجرائم ضد الإنسانية وجريمة الإبادة الجماعية التي اتُهمت القوات المسلحة والقوات شبه العسكرية الرسمية لروسيا بارتكابها منذ تفكك الاتحاد السوفيتي عام 1991. وامتدت هذه الاتهامات لتشمل المساعدة والتحريض على الجرائم التي ترتكبها دويلات في طور التكوين أو دويلات دمية تسلحها روسيا وتمولها، بما في ذلك جمهورية لوغانسك الشعبية وجمهورية دونيتسك الشعبية. وشملت جرائم الحرب هذه القتل والتعذيب والإرهاب والترحيل والتهجير القسري والاختطاف والاغتصاب والنهب والحبس غير القانوني والغارات الجوية غير القانونية والهجمات ضد الأهداف المدنية والتدمير الوحشي.
وثّقت منظمة العفو الدولية وهيومن رايتس ووتش جرائم الحرب الروسية في الشيشان وجورجيا وأوكرانيا وسوريا. ووثقت كذلك منظمة أطباء بلا حدود جرائم الحرب المرتكبة في الشيشان. وفي 2017، أفادت المفوضية السامية للأمم المتحدة لحقوق الإنسان أن روسيا استخدمت قنابل عنقودية وحارقة في سوريا، مما يشكل جريمة حرب تمثلت في شن هجمات عشوائية على منطقة مأهولة بالسكان المدنيين. ووجدت المفوضية السامية لحقوق الإنسان أن روسيا مذنبة بارتكاب جرائم حرب في أوكرانيا عامي 2022 و2023. وفي 13 أبريل 2022، نشرت منظمة الأمن والتعاون في أوروبا تقريرًا يدين روسيا بارتكاب جرائم حرب في الغارة الجوية على مستشفى ماريوبول، فيما أشار التقرير أيضًا إلى عمليات القتل المستهدف والاختفاء القسري أو اختطاف المدنيين، بمن فيهم صحفيين ومسؤولين محليين، عملياتٌ توازي معايير جرائم ضد الإنسانية.
وبحلول عام 2009، أصدرت المحكمة الأوروبية لحقوق الإنسان 115 حكمًا (بما في ذلك الحكم في قضية بايساييفا ضد روسيا) وُجدت بموجبه الحكومة الروسية مذنبة بارتكاب جرائم الاختفاء القسري والقتل والتعذيب والفشل في التحقيق بشكل صحيح في هذه الجرائم في الشيشان. وفي حكم مستقل عام 2021، وجدت المحكمة الأوروبية لحقوق الإنسان، أن روسيا مذنبة بارتكاب جرائم القتل والتعذيب والنهب وتدمير المنازل في جورجيا، فضلًا عن منع عودة 20 ألف جورجي نازح إلى أراضيهم.
ونتيجة لتورطها في الحرب في أوكرانيا، فرضت حكومات الدول الغربية عقوبات دولية واسعة النطاق على المسؤولين الروس (مرتين في 2014 ومرتين في 2022). وفي 2016، سحبت روسيا توقيعها من المحكمة الجنائية الدولية، عندما بدأت المحكمة التحقيق في ضم روسيا لشبه جزيرة القرم بسبب انتهاكات محتملة للقانون الدولي. ونتيجة لذلك، أُصدر قرار الجمعية العامة للأمم المتحدة 11/3-إي إس القاضي بتعليق عضوية روسيا رسميًا في مجلس حقوق الإنسان التابع للأمم المتحدة بسبب جرائم الحرب في أوكرانيا. وأدانت المحاكم المحلية العديد من المسؤولين الروس بارتكاب جرائم حرب في كل من الشيشان وأوكرانيا. وأخيرًا، منذ عام 2023، اتهمت المحكمة الجنائية الدولية أربعة مسؤولين روس، بمن فيهم الزعيم الروسي فلاديمير بوتين، بارتكاب جرائم حرب في أوكرانيا.

## أوكرانيا

### 2014-2021
في أعقاب الثورة الأوكرانية عام 2014، أُسقط الرئيس الأوكراني الموالي لروسيا، فيكتور يانوكوفيتش، الذي فر إلى روسيا، وتبنت الحكومة الأوكرانية الجديدة موقفًا مؤيدًا لأوروبا. ردت روسيا بضم شبه جزيرة القرم، إجراءٌ أعلنه قرار الجمعية العامة للأمم المتحدة 60/262 بأنه غير شرعي، بينما أعلن الانفصاليون الموالون لروسيا عن تشكيل نوفوروسيا، شبه الدولة غير المعترف بها، عازمين على الانفصال عن أوكرانيا، مما أشعل تمردًا أدى في نهاية المطاف إلى الحرب في دونباس، الجزء الشرقي من أوكرانيا. وبينما نفت روسيا تورطها في الحرب في دونباس، أشارت العديد من الأدلة إلى دعمها للانفصاليين الموالين لروسيا. واتهمت منظمة العفو الدولية روسيا «بتأجيج الجرائم الانفصالية» ودعت «جميع الأطراف، بما في ذلك روسيا، إلى وقف انتهاكاتها لقوانين الحرب».
استخدم الروس التعذيب كثيرًا ضد الأسرى الأوكرانيين (عسكريين ومدنيين على حد سواء، وهو ما يشكل جريمة حرب). كانت إحدى أولى الحالات المسجلة لتعذيب سجناء الحرب في أوكرانيا، حادثة وقعت في 7 أكتوبر 2014 في مدينة زوغرس (مقاطعة دونيتسك)، حين رُبط إهور كوزوما، أوكراني يبلغ 53 عامًا، كان يحاول إخراج زوجته من المنطقة المحتلة، إلى عمود وعُذب لعدة ساعات على يد الروس والانفصاليين المحليين. حصلت حادثة مشابهة لأحد سكان دونيتسك، وهي إيرينا دوفان (مدنية)، التي عُذبت على العلن لموقفها الموالي لأوكرانيا.
وذكرت هيومن رايتس ووتش أن المتمردين الموالين لروسيا «فشلوا في اتخاذ جميع الاحتياطات الممكنة لتجنب الانتشار في المناطق المدنية» وفي إحدى الحالات «اقتربوا بالفعل من المناطق المأهولة بالسكان ردًا على القصف الحكومي». دعت هيومن رايتس ووتش جميع الأطراف إلى التوقف عن استخدام صواريخ الغراد «غير الدقيقة».
وذكر تقرير آخر صادر عن هيومن رايتس ووتش أن المتمردين كانوا «يركضون في حالة من الفوضى... ويأخذون الرهائن ويضربونهم ويعذبونهم، فضلًا عن التهديد والضرب التعسفي للأشخاص الموالين لكييف». قالت أيضًا إن المتمردين دمروا المعدات الطبية، وهددوا الطاقم الطبي، واحتلوا المستشفيات. وشهد أحد أعضاء هيومن رايتس ووتش استخراج الجثث من «مقبرة جماعية» في سلوفيانسك اكتُشفت بعد انسحاب المتمردين من المدينة.
استعرض المتمردون المسلحون ببنادق آلية الجنود الأوكرانيين الأسرى في شوارع مدينة دونيتسك يوم 24 أغسطس، يوم الاستقلال الأوكراني. وخلال العرض، شُغلت الأغاني القومية الروسية عبر مكبرات الصوت، وسخر أفراد من الحشد من السجناء بألقاب مثل «الفاشية». وتبعت آلات تنظيف الشوارع المتظاهرين، «تُطهر» الأرض التي ساروا عليها. قالت هيومن رايتس ووتش إن هذا يعد انتهاكًا واضحًا للاتفاق الثالث من اتفاقيات جنيف. ويحظر الاتفاق «الاعتداء على الكرامة الشخصية، وخاصة المعاملة المهينة والتي تحط بالكرامة». وقالوا كذلك إن العرض «قد يعتبر جريمة حرب».
نُشرت خريطة لانتهاكات حقوق الإنسان التي ارتكبها الانفصاليون، تسمى «خريطة الموت»، من قبل جهاز الأمن الأوكراني في أكتوبر 2014. وشملت الانتهاكات الواردة معسكرات الاعتقال ومقابر جماعية. وبعد ذلك، في 15 أكتوبر، فتح جهاز الأمن الأوكراني قضية بشأن «جرائم ضد الإنسانية» ارتكبتها قوات المتمردين.
ووثق تقرير لمنظمة العفو الدولية صدر في منتصف أكتوبر حالات إعدام بإجراءات موجزة على يد قوات موالية لروسيا. ووثق تقرير صادر عن هيومن رايتس ووتش استخدام القنابل العنقودية من قبل القوات المناهضة للحكومة.
وفي أكتوبر 2014، نظم أليكسي موزغوفوي «محكمة شعبية» في ألتشيفسك أصدرت حكم الإعدام برفع الأيدي بحق رجل متهم بالاغتصاب.
وفي مؤتمر صحفي عقد في كييف بتاريخ 15 ديسمبر 2015، صرح مساعد الأمين العام للأمم المتحدة لحقوق الإنسان إيفان شيمونوفيتش أن غالبية انتهاكات حقوق الإنسان المرتكبة خلال النزاع كانت على يد الانفصاليين.
ذكرت منظمة العفو الدولية أنها عثرت على «أدلة جديدة» حول عمليات قتل بإجراءات موجزة للجنود الأوكرانيين في 9 أبريل 2015. وبعد مراجعة لقطات الفيديو، ثبت أن 4 جنود أوكرانيين على الأقل قُتلوا رميًا بالرصاص «إعدامًا». وقال دينيس كريفوشيف، نائب مدير منظمة العفو الدولية لأوروبا وآسيا الوسطى، إن «الأدلة الجديدة على عمليات القتل هذه تؤكد ما كنا نشتبه فيه منذ فترة طويلة». وقالت منظمة العفو الدولية أيضًا إن التسجيل الذي نشرته دورية كييف بوست لرجل، يُزعم أنه الزعيم الانفصالي أرسيني بافلوف، يدعي فيه أنه قتل 15 أسير حرب أوكرانيًا، كان «اعترافًا تقشعر له الأبدان»، وأنه سلط الضوء على «الحاجة الملحة إلى تحقيق فوري مستقل في هذا الأمر وفي جميع مزاعم الانتهاكات الأخرى». وُصفت إجراءات روسيا في أوكرانيا بأنها جرائم ضد السلام وجرائم ضد الإنسانية (إسقاط رحلة الخطوط الجوية الماليزية رقم 17).
وفي 2019، اعتبرت الحكومة الأوكرانية 7% من أراضي أوكرانيا تحت الاحتلال. صدر قرار الجمعية العامة للأمم المتحدة إيه/73/إل.47، المبرم في 17 ديسمبر 2018، بالإجماع تقريبًا وصنف شبه جزيرة القرم ضمن «الاحتلال المؤقت».
سجلت الأمم المتحدة أن الحرب أودت بحياة أكثر من 3,000 مدني بحلول عام 2018.